# Yuri Gurin
Yuri Gurin –en ruso, Юрий Гурин– (Berezne, URSS, 7 de mayo de 1966) es un deportista soviético que compitió en piragüismo en la modalidad de aguas tranquilas. Ganó diez medallas en el Campeonato Mundial de Piragüismo entre los años 1987 y 1991.

## Palmarés internacional
| Campeonato Mundial | Campeonato Mundial | Campeonato Mundial | Campeonato Mundial |
| Año                | Lugar              | Medalla            | Competición        |
| ------------------ | ------------------ | ------------------ | ------------------ |
| 1987               | Duisburgo (RFA)    | Medalla de oro     | C2 1000 m          |
| 1987               | Duisburgo (RFA)    | Medalla de plata   | C2 500 m           |
| 1989               | Plovdiv (Bulgaria) | Medalla de oro     | C4 500 m           |
| 1989               | Plovdiv (Bulgaria) | Medalla de oro     | C4 1000 m          |
| 1989               | Plovdiv (Bulgaria) | Medalla de bronce  | C2 500 m           |
| 1990               | Poznań (Polonia)   | Medalla de oro     | C4 500 m           |
| 1990               | Poznań (Polonia)   | Medalla de oro     | C4 1000 m          |
| 1990               | Poznań (Polonia)   | Medalla de bronce  | C2 1000 m          |
| 1991               | París (Francia)    | Medalla de oro     | C4 500 m           |
| 1991               | París (Francia)    | Medalla de oro     | C4 1000 m          |